# Androniscus roseus
Androniscus roseus là một loài chân đều trong họ Trichoniscidae. Loài này được Koch miêu tả khoa học năm 1838.